# Grzegorz Schetyna
Grzegorz Juliusz Schetyna (* 18. únor 1963, Opole) je polský politik, bývalý předseda strany Občanská platforma.

## Před vstupem do politiky
Grzegorz Schetyna v 80. letech studoval historii na Vratislavské univerzitě. Byl aktivním členem protikomunistického studentského hnutí. Studium historie ukončil v roce 1990.

## Politická dráha
V Sejmu byl poslancem v letech 1997 - 2001 a 2001- 2005. V období od 16. listopadu 2007 do 13. října 2009 byl ministrem vnitra Polska. Od 8. července 2010 do 8. listopadu 2011 zastával funkci maršálka Sejmu. Z titulu této funkce byl zároveň úřadujícím prezidentem Polska. Funkci úřadujícího prezidenta vykonával do 6. srpna 2010, kdy složil přísahu nově zvolený prezident Bronisław Komorowski.
Od 22. září 2014 do 15. listopadu 2015 byl ministrem zahraničí ve vládě Ewy Kopaczové. V této funkci vystřídal Radosława Sikorského.
26. ledna 2016 byl zvolen předsedou Občanské platformy.

## Osobní život
Grzegorz Schetyna je ženatý (Kalina rozena Rowińska) a má dceru. Bydlí ve Vratislavi.

## Články
- EHL, Martin. Proti Kaczyńskému vyráží tvrdý soupeř: Grzegorz Schetyna. Hospodářské noviny [online]. 27. 1. 2016 [cit. 27.1.2016]. Dostupné online.